# EN 60601-2-25
Die EN 60601-2-25 mit dem Titel „Medizinische elektrische Geräte – Teil 2-25: Besondere Festlegungen für die Sicherheit von Elektrokardiographen“ ist Teil der Normenreihe EN 60601.
Herausgeber der DIN-Norm DIN EN 60601-2-25 ist das Deutsche Institut für Normung.
Die Norm basiert auf der internationalen Fassung IEC 60601-2-25. Im Rahmen des VDE-Normenwerks ist die Norm als VDE 0750-2-25 klassifiziert, siehe DIN-VDE-Normen Teil 7.
Diese Ergänzungsnorm regelt allgemeine Festlegungen für die Sicherheit, Prüfungen und Richtlinien für Elektrokardiographen.

## Gültigkeit
Die deutsche Ausgabe vom April 2001 ist ab Mai 2002 als Deutsche Norm angenommen.
- Achtung: Im Februar 2008 wurde ein neuer Entwurf veröffentlicht.
- Die Aktuelle Fassung (4.2001) ist korrespondierend mit der 2. Ausgabe der DIN EN 60601-1 anzuwenden.
- Der Entwurf 2.2008 ist korrespondierend zur 3. Ausgabe der DIN EN 60601-1 anzuwenden.

## Anwendungsbereich
Diese besonderen Festlegungen legen besondere Anforderungen für die Sicherheit von Elektrokardiographen fest, zur Erstellung entnehmbarer Elektrokardiogramme für diagnostische Zwecke. Sie ist auch auf Vektorkardiographen und Geräte für Belastungsuntersuchungen anwendbar. Diese besonderen Festlegungen enthalten Mindestsicherheitsanforderungen.
Spezielle Anforderungen bezüglich des Gebrauchs im Krankenwagen, und zwar von Phonokardiographen, Kardiographiemonitoren, Polygraphen, Telemetrie, spezielle Untersuchungen (z. B. His-Bündel-Elektrokardiographen) usw., sind in dieser besonderen Festlegung nicht erfasst. Ausgenommen sind Geräte mit Mikroelektroden, die direkt in den Fasern des Herzmuskels angewendet werden.

## Zusatzinformation
Folgende geänderte Anforderungen sind in der EN 60601-2-25 enthalten (Auszug):
- Defibrillationsfestigkeit
- Störfestigkeit (EMV)
- Spannungsfestigkeit